# Шовіністичні свині: жінки та злет культури розпусти
Шовіністичні свині: жінки та злет культури розпусти (англ. Female Chauvinist Pigs: Women and the Rise of Raunch Culture) — книга Арієль Леві 2005 року, яка критикує високосексуалізовану американську культуру, в якій жінок сексуально об'єктивують, вони об'єктивують одна одну та заохочують до об'єктивації самих себе. Леві концептуалізує цей феномен як «культуру розпусти».

## Історія
За словами Леві, культура розпусти є продуктом невирішених феміністичних секс-воєн — конфлікту між радикальним (антипорнографічним та антипроституційним) фемінізмом другої хвилі та антифеміністським беклешем під впливом сексуальної революції, що виразився у так званому секс-позитивному фемінізмі (який відстоював сексуальну об'єктивацію та сексуалізацію).
Інше джерело поміщає початки культури розпусти у суспільство вседозволеності 1960-х, яке з постфеміністської точки зору було не стільки про сексуальне звільнення жінок, скільки про реалізацію чоловічої фантазії про необмежену жіночу доступність. Леві також характеризує культуру розпусти як негативну реакцію на стереотипи про «розважливих» і «запеклих» (жінок), які застосовуються до багатьох феміністок другої хвилі (зокрема, антипорнографічних феміністок).
Інтуїція Герберта Маркузе щодо посилення ролі сексуальності в розвиненому індустріалізмі дедалі більше підтверджувалася прагматичним альянсом між неолібералізмом і комерціалізацією сексуальності.
У 1990-х у медіа постійно зростала сексуалізація, коли в інтерфейсах музики, телебачення, відео та реклами з'явилася грубість. Рефлексуючи невпинне поширення порнографії та порніфікацію суспільства, наприкінці ХХ століття такі феміністські діячки, як Жермен Ґрір, критикували секс-позитивний фемінізм, який декларував своєю кінцевою метою визнання жінками своєї внутрішньої «повії» (у товарному контексті).
Леві стверджує, що насолода розпусністю або «кічовими, розпусними стереотипами щодо жіночої сексуальності» існувала протягом століть, але колись це було явище, яке існувало переважно в чоловічій сфері, а з тих пір стало мейнстримним і дуже помітним. Культура розпусти проникла в «політичне життя, музичну індустрію, мистецтво, моду та смак».

## Опис культури розпусти
Наводячи приклади, починаючи від товарів Playboy Bunny для жінок і закінчуючи моральною панікою щодо райдужних вечірок, Арієль Леві ілюструє, як американська масова культура стала настільки викривленою, що молоді жінки тепер прагнуть бути «найгарячішою» та «найсексуальнішою» дівчиною, яку вони знають, а не найдосконалішою, як раніше. Хоча культура розпусти зосереджена на сексуальній привабливості жінок, вона ґрунтується виключно на іміджі: «Мова йде про неавтентичність та ідею про те, що жінки повинні постійно вибухати маленькими спалахами ексгібіціонізму. Це ідея, що жіноча сексуальність має бути пов'язана з продуктивністю, а не бути про задоволення жінок». Леві стверджує, що в культурі розпусти багато жінок беруть участь у перформансах сексуальності, які не є фактичним вираженням їхньої сексуальності, а призначені для задоволення спостерігача (чоловіків) — або виглядають так, ніби вони намагаються принести задоволення як сексуальні об'єкти. Леві описує «гарячість» як ступінь, до якої хтось намагається бути сексуально привабливою, незалежно від того, наскільки вона традиційно приваблива.
Крім того, Леві описує, що багато жінок інтерналізують об'єктивуючий чоловічий погляд, який пронизує культуру розпусти, спонукаючи їх брати участь у самооб'єктивації досить охоче, хибно вважаючи, що це форма розширення прав і можливостей жінок і сексуального звільнення. За словами Леві, немає нічого, що б підтримувало «концепцію культури розпусти як шлях до звільнення, а не утиску». Цю думку поділяють інші феміністки, такі як Сьюзен Браунміллер, відома американська феміністка, журналістка, письменниця та активістка.
Хоча розпуста виникла в чоловічій сфері, Леві стверджує, що «більше немає сенсу звинувачувати чоловіків». Центральним у аналізі культури розпусти Леві є концепція «шовіністичних свиней» (Female Chauvinist Pig — FCP): жінок, які сексуально об'єктивують інших жінок і самих себе. За словами Леві, є дві стратегії, які така жінка використовує, щоб «впоратися зі своєю фемінністю».
- У першій стратегії вона відрізняє себе від жінок, яких вважає надмірно жіночними («дівчата-дівчата»), водночас об'єктивуючи їх (наприклад, відвідує стриптиз-клуби, читає Playboy, веде розмови про порнозірок).[13] Жінки можуть застосувати цю стратегію як спробу досягти високого статусу домінуючої групи та подолати свій утиск, діючи як чоловіки-шовіністи (див. Синдром бджолиної матки).[1]
- У другій стратегії жінка сексуально об'єктивує себе саму через свій вибір одягу та вираження стереотипів жіночої сексуальності.[13] Ця стратегія також може бути використана як спроба отримати статус, втілюючи те, що суспільство зображує як ідеальний об'єкт чоловічого бажання.[1]

Арієль Леві критикує те, що вона називає «ліпстік-фемінізмом» та «жінками-лазівками». За словами Леві, ліпстік-феміністки вважають, наприклад, що стриптиз розширює можливості жінок і що влаштування шоу для залучення чоловіків, наприклад, через макіяж, одяг або лесбійську еротику, не суперечить цілям і ідеалам фемінізму. Леві не погоджується з цією точкою зору, критикуючи таких ліпстік-феміністок, як тих, хто беруть участь в організації CAKE, яка надає сексуально орієнтовані розваги для жінок.
З іншого боку спектру Леві не погоджується з жінками, які прокладають собі шлях у чоловічий світ, граючи за чоловічими правилами. Іноді, стверджує вона, ці жінки навіть заробляють собі славу та багатство, об'єктивуючи інших жінок; наприклад, Леві вважає цікавим те, що організацією Playboy керувала жінка, Крісті Гефнер, донька Г'ю Гефнера. Леві звертається до жінок, які завдяки своїм заслугам досягають успіху в сферах, де домінують чоловіки, але ухиляються від фемінізму, кажучи: «Але якщо ви є винятком, який підтверджує правило, а правило полягає в тому, що жінки є неповноцінними, ви не досягли жодного прогресу».
Леві пропонує таке рішення: «Подолання культури об'єктивації вимагатиме від громадян ретельного аналізу того, як вони ставляться до гендеру. Об'єктивація ґрунтується на неповазі, поблажливому ставленні до протилежної статі та боротьбі за владу. Коли чоловіки усвідомлять, що вони здатні поважати жінок, а жінки усвідомлять, що вони здатні презентувати себе як уповноважених, повноцінних людей, культура розпусти може застогнати у своєму останньому фальшивому оргазмі».

## Приклади культури розпусти

### Стриптиз
Леві, разом із багатьма феміністками, сприймає стриптиз як увічнення сексуальної об'єктивації жінок, цінне лише через його потенціал слугувати необхідним доходом для жінок. Леві обговорює контрастну точку зору, поширену в культурі розпусти, у якій стриптиз ідеалізується та концептуалізується як звільнення та розширення можливостей багатьма жінками, у тому числі феміністками. Як приклад цього Леві згадує заняття «Cardio Striptease» (тренування в нижній білизні), а також G-String Divas, телешоу про стриптизерок, виконавчою продюсеркою якого була Шейла Невінс, феміністка та відома ветеранка HBO.

### Playboy
Playboy, американська журнальна компанія, яка розміщує фотографії оголених жінок, була заснована Г’ю Гефнером, але в основному керується жінками. Серед цих жінок донька Гефнера Крісті Гефнер, голова правління та генеральна директорка Playboy Enterprises. Короткі біографії моделей іноді супроводжують зображення в Playboy; однак увага зосереджена на сексуалізованих тілах моделей. Не всі жінки, які з’являлися в журналі, мають кар’єру моделей; багато з них, наприклад, знаменитості (співачки, акторки) або спортсменки. Спортсменки-олімпійки перед літніми іграми 2004 року в Афінах переривали свої напружені тренування, щоб позувати оголеними в Playboy або майже оголеними в FHM (журнал For Him).

### The Man Show
The Man Show, програма на Comedy Central, спочатку велася відомими коміками та телеведучими Джиммі Кіммелом і Адамом Кароллою і була однією з найпопулярніших кабельних телевізійних програм у 2000 році. Того ж року 38 % аудиторії були жінками, а співпродюсерками були дві жінки. Шоу представляє жінок як сексуальні об'єкти, самоописується як «шовіністична забава» і кожен епізод завершує сцена жінок, які підстрибують на батутах. Леві повідомляє, що незважаючи на те, що жінок, які беруть участь у «Чоловічому шоу», сексуалізують через їхню стать, їм також кажуть, що вони мають тимчасовий статус «почесних чоловіків». За словами виконавчої співпродюсерки Дженніфер Гефтлер, цей статус «одного з хлопців» є перевагою її роботи, оскільки це означало, що їй більше не доведеться доводити, що вона не є надмірно жіночною чи легко ображається, а отже, є близькою до чоловіків. Гефтлер стверджує, що ця перевага також є стимулом для глядачок дивитися The Man Show.

### Girls Gone Wild
Команда Girls Gone Wild (GGW) відвідує місця, де багато молодих людей, ймовірно, вживають велику кількість алкоголю — місця весняних канікул, спортивні бари, Марді Гра та «запеклі вечірки» — знімаючи молодих жінок, які готові оголити своє тіло на камеру. Леві виявила, що багато жінок, які з'являлися на GGW, прагнули продемонструвати своє тіло заради капелюха чи футболки GGW, тоді як інші не відразу погоджувалися на умовляння однолітків чи команди, але зрештою поступилися.

### CAKE
CAKE — це організація, яка описує себе як феміністична група, яка займається звільненням та самовираженням жіночої сексуальності. Хоча організація заохочує жінок досліджувати свою сексуальність, проте самі вечірки виглядають як звичайний стриптиз-клуб. За словами Леві, порнографія та об'єктивація жінок є поширеними на вечірках і заходах CAKE.

## Подальше читання
- Gill, Rosalind (April 2009). Beyond the "Sexualization of Culture" thesis: an intersectional analysis of "sixpacks", "midriffs" and "hot lesbians" in advertising. Sexualities. 12 (2): 137—160. doi:10.1177/1363460708100916.